# Une chance pour tous
Une chance pour tous (Listen to Me) est un film américain réalisé par Douglas Day Stewart et sorti en 1989.

## Synopsis
À Kenmont College, en Californie, un trio d'étudiants, Tucker, Monica et Garson, s'affronte, dans le cadre de leurs études, dans des débats d'idées, méthode qui permet d'évoquer des sujets divers et polémiques. Ils n'ont qu'un seul objectif, se surpasser et être le meilleur, leur amitié est en péril...

## Fiche technique
- Titre original : Listen to Me
- Titre français : Une chance pour tous[1]
- Réalisation et scénario : Douglas Day Stewart
- Musique : David Foster
- Durée : 107 minutes
- Dates de sortie : 
  - États-Unis : 5 mai 1989
  - France : 13 juin 1990

## Distribution
- Kirk Cameron : Tucker Muldowney
- Jami Gertz : Monica Tomanski
- Roy Scheider : Charlie Nichols
- Amanda Peterson : Donna Lumis
- Tim Quill : Garson McKellar
- George Wyner : Dean Schwimmer
- Anthony Zerbe : Senator McKellar
- Christopher Atkins : Bruce Arlington
- Quinn Cummings : Susan Hooper
- Timothy Dang : Bobby Chin
- Peter DeLuise : Cameron Sweet
- Jason Gould : Hinkelstein
- Jon Matthews : Braithwaite
- Christopher Rydell : Tom Lloynd
- Tom Schanley : Stewart Shields